# 济姆尼亚茨基农村居民点
济姆尼亚茨基农村居民点（俄语：Зимняцкое сельское поселение）是俄罗斯联邦伏尔加格勒州绥拉菲摩维奇区所属的一个农村居民点。其下辖有6个居民点，行政中心为济姆尼亚茨基。据2016年统计，该农村居民点的人口为2304人。